# Colonia Beltrán
Colonia Beltrán, även Barrio la Beltrán, är en ort i kommunen Morelos i delstaten Mexiko i Mexiko. Samhället hade 276 invånare vid folkräkningen år 2020.